# Gjetingsdalen

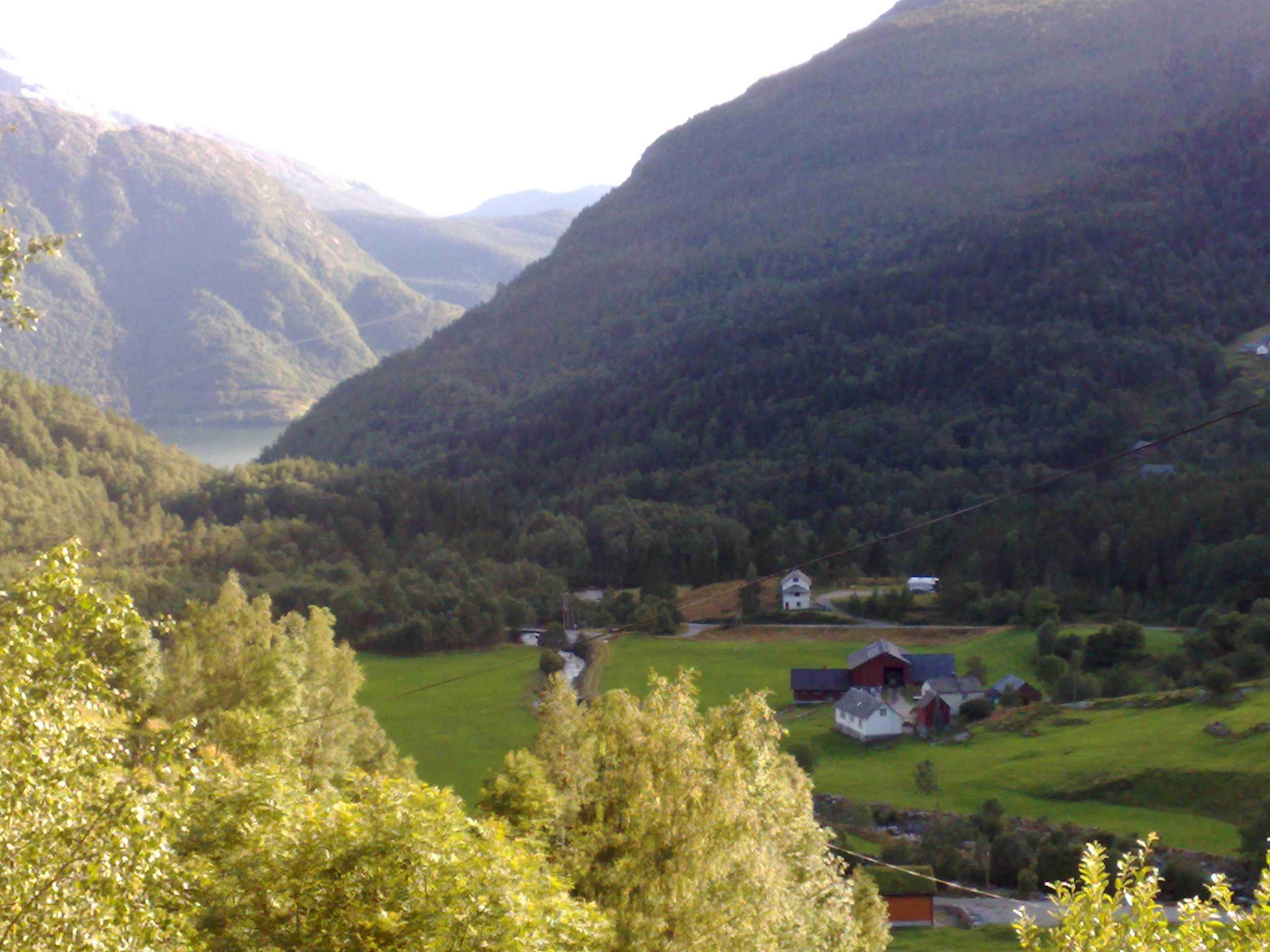
Gjetingsdalen

Gjetingsdalen är en dal i Mauranger i Kvinnherad kommun som ligger i Hordaland fylke i Norge.

## Vatten och floder
Genom Gjetingsdalen rinner floden Dalelva. Dalen fick väg 1986 där man tidigare bara kunde ta båt över Maurangerfjorden.

## Gårdar i drift
Det finns bara tre gårdar kvar i drift, Eikenes från 1778, Braatun och Bakke. Gårdarna har får, getter och nötkreatur. Cirka 10-20 personer är bosatta i Gjetingsdalen, men befolkningen har gått ned kraftigt, för år 1900 fanns det 92 bofasta här.

## Kraftverk
Några av jordbrukarna gick samman för att starta Gjetingsdalen Kraft AS i januari 2007, och har en planerad årsproduktion på 9,7 GWh / år. Det har också funnits planer på flera vattenkraftverk i dalen.

## Gamla skolan
Det gamla skolhuset i Gjetingsdalen används numera för möten och sammankomster.